# Bāgha Purāna
Bāgha Purāna är en ort i Indien. Den ligger i distriktet Moga och delstaten Punjab, i den norra delen av landet, 300 km nordväst om huvudstaden New Delhi. Bāgha Purāna ligger 222 meter över havet och antalet invånare är 23 360.
Terrängen runt Bāgha Purāna är mycket platt. Runt Bāgha Purāna är det tätbefolkat, med 343 invånare per kvadratkilometer. Närmaste större samhälle är Moga, 15,5 km norr om Bāgha Purāna. Trakten runt Bāgha Purāna består till största delen av jordbruksmark.